# Parroquia de Santa María de la Asunción, Chila
La parroquia de Santa María de la Asunción, Chila, es una parroquia del estado de Puebla perteneciente a la Diócesis de Huajuapan de León, desde el 23 de septiembre de 2024 su párroco es el Pbro. Lic. Ricardo Soriano Durán.

## Antecedentes Históricos
Se fundó como convento de la gloriosa Orden de Santo Domingo (Dominicos) durante la celebración de la primera acta capitular de la orden celebrada el 24 de agosto de 1535, fray Domingo de Betanzos (Primer padre provincial), ordenó a fray Gonzalo Lucero que se traslade al pueblo de Chila junto con otro compañero dominico para realizar dicha fundación.
A su arribo a Chila, fray Gonzalo Lucero tuvo que aprender el mixteco, durante el tiempo que estuvo en Chila debió construir algunas estructuras utilizadas para resguardarse, una pequeña ermita o capilla para celebrar misa a las pequeñas familias de españoles situados.
En 1538 llegan a Chila fray Domingo de Santa María y fray Francisco de Murguía, fray Gonzalo Lucero les enseña la lengua mixteca para que le ayuden en su misión, poco tiempo después los frailes dominicos abandonan Chila, Kevin Terraciano nos dice que "Existió una gran incapacidad de comunicación con los gobernantes indígenas" , mientras que Burgoa nos dice que "Los nativos no aceptaron la nueva evangelización y regresaron a sus antiguas costumbres". Poco después de la celebración de la segunda acta capitular, celebrada el 24 de agosto de 1538, el nuevo Padre provincial fray Pedro Delgado a indicaciones del obispo de Tlaxcala fray Julián Garcés, envía dos frailes a la mixteca a fray Francisco Marín y a fray Pedro Fernandez, entraron por el pueblo de Acatlán que es el primero en la mixteca y pasan a detenerse a Chila, posteriormente pasan a evangelizar a los valles de Yanhuitlán y Teposcolula
El convento se recupera en 1550 y es conocido con la advocación de San Bernardo, en 1554 se otorga el permiso por parte de la Real Audiencia para la construcción de los edificios conventuales, en 1555 el convento de San Bernardo es aceptado en la provincia bajo la tutela del convento de Tonalá y se asigna como visitantes a fray Francisco Marín y a fray Juan de San Pedro. en 1556 se acepta como convento y se asigna a su primer vicario a fray Francisco Marín y tres religiosos (fray Cosme de Abrego, fray Fernando de San Pedro y fray Alfonso Montesinos)

## Secularización
En 1749 se emite la real cédula por el conde de Revillagigedo (Francisco de Güemes), virrey de la nueva España en donde ordena la secularización de doctrinas al clero secular, durante este periodo hasta 1754 no se había podido secularizar todas las doctrinas, por lo que nuevamente se extiende la cédula y el 8 de octubre de 1755 el convento de Chila así como los conventos de Huajuapan, Tezoatlán, Tequixtepec, Izúcar, Tamazola, Tonalá y Tepexi son entregados al obispado de Puebla, a pesar de haberse secularizado la doctrina de Chila los frailes dominicos la siguieron administrando.

###### Retirada definitiva de la orden
A pesar de la secularización de 1755, los frailes dominicos siguieron administrando la doctrina de Chila, fue hasta el año de 1826 cuando la orden de dominicos abandonaron definitivamente la doctrina, el último vicario fue fray José Rafael de Ojeda y Verdugo y el último fraile fue fray Jose Maria Santa Cruz, después de esto la parroquia paso ser administrada por la actual Arquidiócesis de Puebla de los Ángeles.

## Curato de la Asunción
Se le conoció así a la parroquia de Santa María de la Asunción, Chila cuando administraba diversas pueblos aledaños a la cabecera, el antiguo curato estaba conformado por: Magdalena, San Miguel Ixitlán, Santa María de las Simarronas, Santa María de Ayú, Santiago Chilizlahuaca, San José Chapultepec, Santiago Ayuquililla, Santa Catarina y San José Ayuquila. El antiguo curato se fue disolviendo conforme los pueblos se fueron convirtiendo en nuevas parroquias.

## Diócesis de Huajuapan
El 12 de mayo de 1903 se erige la Diócesis de las mixtecas por decreto de la Bula "Apostolica Sedes" del Papa León XIII, en el decreto de erección la parroquia de Santa María de la Asunción, Chila, queda bajo jurisdicción de esta nueva Diócesis, el primer Obispo de esta nueva Diócesis fue Monseñor Rafael Amador y Hernández hijo legitimo de esta parroquia.

###### Vicaria Foránea de Chila
Monseñor Rafael Amador, concedió el grado de Vicaria Foránea a la parroquia de Santa María de la Asunción Chila a través de un decreto emitido el 3 de mayo de 1904, el decreto fue oficialmente ejecutado el 5 de julio por manos del M.I. Sr. Cango Don Miguel Pañeda. En 1954 la parroquia celebro el 50 aniversario de la elevación de Vicaria Foránea.

## Ubicación geográfica y demografía
La parroquia de Santa María de la Asunción, Chila, se ubica en el sur del estado de Puebla en la región mixteca baja y su territorio limita con las siguientes parroquias: al norte con la parroquia de Santiago Apóstol Petlalcingo, al oriente con la parroquia de San Miguel Ixitlán y al poniente con la parroquia de Santiago Ayuquililla.
De acuerdo con el Censo de población y vivienda 2020, realizado por el Instituto Nacional de Estadística y Geografía (INEGI), la parroquia de Chila tiene aproximadamente 4 682 personas, repartidas en un territorio cuya extensión es de aproximadamente 128.27 kilómetros cuadrados.

## Localidades
La parroquia está integrada por las siguientes comunidades:
- Estancia Blanca, veneran a la Virgen del Carmen
- Estancia Colorada, veneran la Santa Cruz
- Trinidad Segunda Sección, veneran a la Virgen de Guadalupe
- Trinidad Primera Sección, veneran a la Santísima Trinidad
- La Pedrera, veneran a Santiago Apóstol
- Las Sidras, veneran a Cristo salvador de los hombres
- Sarabia, veneran a la Virgen de Guadalupe
- El molino, veneran a la Preciosa Sangre de Cristo
- San Isidro, veneran a San Isidro Labrador
- Francisco Ibarra Ramos, veneran a la Virgen de la Candelaria

- Rancho la Virgen, veneran a la Virgen de la Asunción

Y la cabecera parroquial integrada por los siguientes barrios y capillas:
- Primera, veneran a la Purísima Concepción de María
- Segunda, veneran al Santo Niño de Atocha
- Tercera, veneran al Arcángel Rafael
- Cerro de la Cruz, veneran a la Santa Cruz
- Capilla de la carretera, veneran a la Virgen de la Asunción
- Cerro del Tepeyac y capilla rumbo al molino, veneran a la Virgen del Sagrado Corazón
- Capilla del panteón, veneran al Señor de la Agonía
- Capilla de Guadalupe (Ibarra Ramos), veneran a la Virgen de Guadalupe

## Monumentos históricos
- Vestigios del primer convento dominico erigido en la región mixteca por los primeros frailes dominicos en el siglo XVI
- Templo parroquial del siglo XVII, consagrado a la Asunción de María

## Párrocos
En los últimos 80 años ha sido presidida por los siguientes párrocos:
| Nombre del titular                   | Periodo         |
| ------------------------------------ | --------------- |
| Pbro. Elpidio Morales Gaspar         | 1940-1947       |
| Pbro. Francisco López Guzmán         | 1947-1962       |
| Pbro. Juan del Carmen Peña Ramirez   | 1962-1978       |
| Pbro. Josafat Herrera Sánchez        | 1978-1983       |
| Pbro. Gerardo Mora Paz               | 1983-1992       |
| Pbro. Miguel Ángel Calvo Gómez       | 1992-1995       |
| Pbro. Daniel Pérez Pimentel          | 1995            |
| Pbro. Procopio Aragón Osorio         | 1995-2003       |
| Pbro. Miguel Ambrosio Velasco        | 2003-2015       |
| Pbro. Juan Flavio Santiago Hernández | 2015-2024       |
| Pbro. Ricardo Soriano Durán          | 2024-Actualidad |